# 헤티 그린

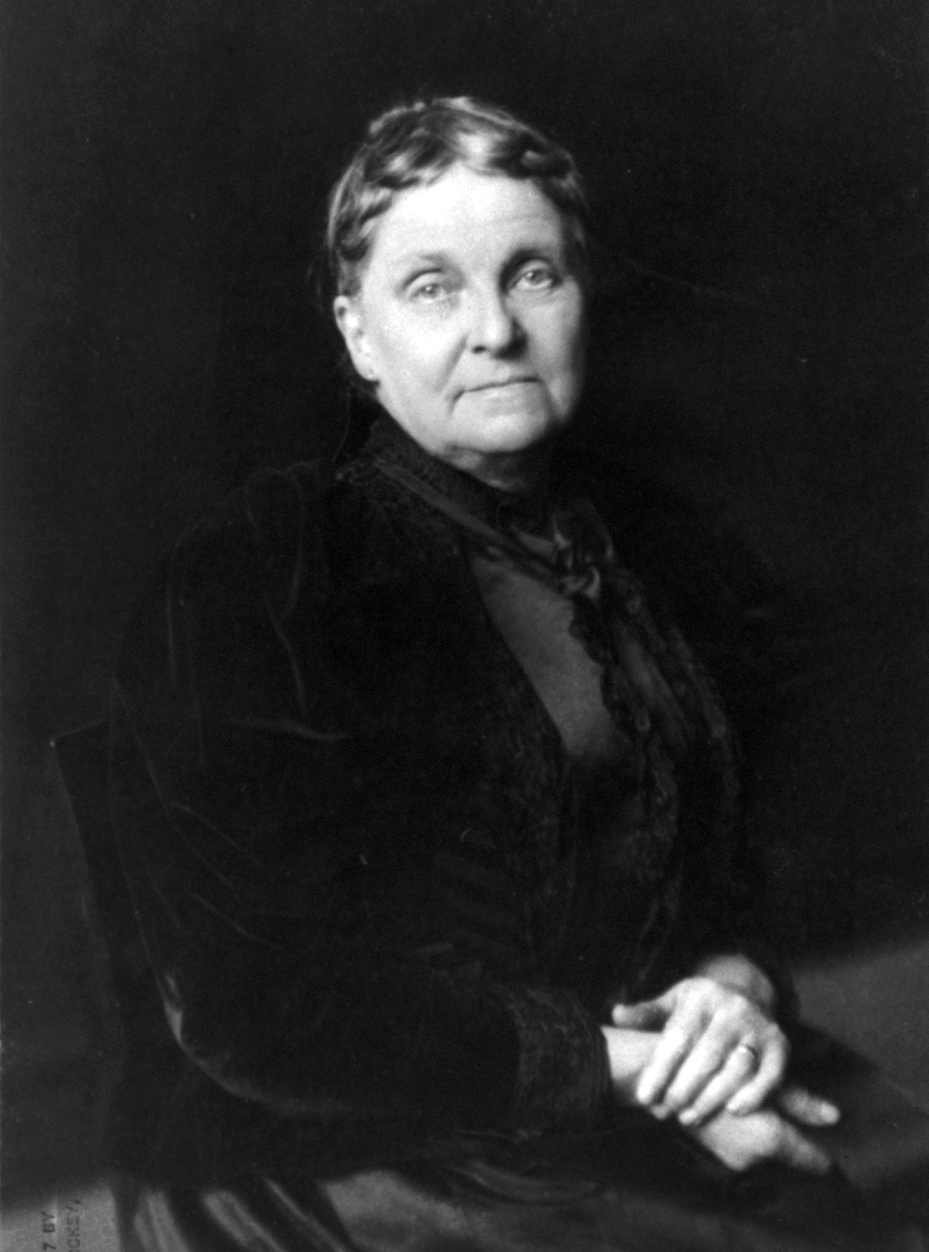

헤티 그린(영어: Hetty Green, 1834년 11월 21일~1916년 7월 3일)은 도금 시대 동안 "미국에서 가장 부유한 여성"으로 알려진 미국의 사업가이자 금융가였다. 그린을 아는 사람들은 금융 공황 중에 금융가와 시 정부에 합리적인 이율로 합리적인 금리로 자유롭게 대출해 주려는 그린의 의지 때문에 그린을 "월스트리트의 여왕"이라고 칭찬하며 불렀다. 그러한 시기에 그린의 특별한 규율은 거의 모든 주요 금융가가 남성이었을 때 그린은 금융가로서 재산을 모을 수 있게 해주었다.
월스트리트 사무실에서 큰 성공을 거둔 투자자로서 그린은 남성 세계에서 여성이라는 점에서 이례적이었다. 뉴욕의 상류층 사회, 과시적 소비, 비즈니스 파트너십에 참여하기를 꺼렸던 그린은 언론에 대해 엉뚱하고 무뚝뚝했을지 모르지만 가치 투자의 선구자였다. 1907년 공황 당시 파산한 은행을 대신하여 (잘 관리된 통화 준비금으로) 저금리 대출을 하려는 그린의 의지는 월스트리트, 뉴욕시 및 미국 경제를 구제하는 데 도움이 되었다. 그럼에도 불구하고, 그린은 미망인 시절 온통 검은 옷을 입은 이상한 구두쇠로 여겨졌는데, 때때로 "월스트리트의 마녀"로 선정적으로 언급되기도 했으며 나중에는 기네스북에 한동안 그린을 "가장 큰 구두쇠"로 명명하기도 했다. 비싼 옷을 사지 않거나 뜨거운 물 값을 지불하는 것을 거부하고, 낡았을 때만 갈아입는 원피스를 입는 습관 등이 자주 인용됐다. 이후의 평가에 따르면 그린은 아마도 괴상한 사람으로 여겨졌으나 대부분 도금 시대 부유층의 과잉과 여성, 특히 그린의 계층에 대한 현대의 기대와는 맞지 않는 것으로 나타났다.